# Jérôme Grondeux
Jérôme Grondeux est un historien français né le 19 novembre 1965 à la Garenne-Colombes (Hauts-de-Seine).

## Travaux
Spécialiste d’histoire des idées et du XIXe siècle, agrégé d'histoire (1988), auteur en 1994 d’une thèse sur Georges Goyau et d'articles sur les problèmes politiques de l'époque, il propose dans La religion des intellectuels français au XIXe siècle une lecture mettant en avant l'interpénétration des débats religieux, philosophiques et politiques de la modernité. 
Enseignant à Université Paris IV Sorbonne où il enseigne la vie politique française et les relations entre religions et politique, à Sciences Po Paris et à l'Institut catholique de Paris, il est également l'auteur du livre La France entre en République, et a dirigé une collection de manuels d'histoire pour le lycée, parue aux éditions Bordas de 2004 à 2007.
Son  ouvrage, Socialisme : la fin d'une histoire?, est un essai sur l'idéologie socialiste.
Depuis 2011, il est également HDR, c'est-à-dire habilité à diriger des recherches. Son séminaire, rattaché à celui de Jacques-Olivier Boudon (histoire politique et religieuse au XIXème), permet aux étudiants de Master d'effectuer des recherches en histoire politique française entre le XIXe et le XXe siècle.
En 2013, il anime et participe à un séminaire de recherche (LabEx) à vocation pluriannuelle, visant à rédiger à terme un ouvrage portant sur "Écrire une nouvelle histoire politique de l'Europe".
En août 2014, il est nommé Inspecteur Général de l'Éducation Nationale. De 2018 à 2022, il est doyen de son groupe Histoire et géographie.

## Publications
- Histoire des idées politiques en France au XIXe siècle, Paris, La Découverte, collection "Repères", 1998.
- La France entre en République 1870-1893, Paris, Le Livre de Poche, 2000.
- La Religion des intellectuels français au XIXe siècle. Essai sur les origines de la modernité religieuse, Toulouse, Privat, 2002.
- Georges Goyau. Un intellectuel catholique sous la Troisième République, Éditions de l’École Française de Rome, 2008.
- Socialisme: La fin d'une histoire?, Payot, 2012.
- Dominique Barjot, Olivier Dard, Frédéric Fogacci et Jérôme Grondeux (dir.), Histoire de l'Europe libérale. Libéraux et libéralisme en Europe, XVIIIe-XXIe siècle, Nouveau monde éditions, 2016
- (avec Didier Desormeaux), Le complotisme. Décrypter et agir, Poitiers, Canopé, 2016.
- Le Phénomène complotiste, Presses de l'Université de Clermont-Ferrand, collection "l'Opportune", 2023.